# 三商企業
三商投資控股股份有限公司（英語：Mercuries & Associates Holding, Ltd. 簡稱：三商控股、三商集團）是一間成立於1965年2月的台灣企業集團，原名「三商行股份有限公司」，2015年1月13日更為現名。該公司與關係企業屬綜合性服務業，為一個涵蓋餐飲、金融保險、資訊等各項服務提供的集團。旗下成員主要有：全家福鞋品量販店、三商巧福、拿坡里披薩、三商炸雞、三商食品、三商電腦、三商美邦人壽、三商美福家具、中華飲食文化基金會、三商多媒體、旭富製藥科技、美廉社、復華投信、宏遠證券等。企業標語是「生活、科技、人文、藝術」。

## 集團概要

### 早期歷史
三商行取名為「三商」，是因為三個創辦人是國立台灣大學商學系同學一起創業。
1964年，翁肇喜、陳河東、郭仲熙以合夥組織在台北市南京西路創立商號「三商行」，主要業務是出口手工藝品。
1965年，三商行改組為「三商行股份有限公司」。
1972年，三商行成立「國內部」，發行郵購目錄，推展郵購業務。
1973年，第一次石油危機爆發，郭仲熙退股，此後三商行由陳河東、翁肇喜共同經營。
1976年，三商行成立「三商百貨」五個連鎖門市，並投資成立「三商匯茂事務機器股份有限公司」。
1980年，三商行參與發起成立中華民國消費者文教基金會，三商匯茂改名「三商電腦股份有限公司」（Mercuries Data Systems Ltd.）。
1989年，三商行成立成人棒球隊伍「三商行棒球隊」。1990年1月1日，中華職業棒球聯盟正式營運，三商行棒球隊轉為職業球隊並更名為三商虎隊，於1999年11月8日宣佈解散。

### 跨足餐飲
1982年，三商行設立保稅倉庫，另成立「外食事業部」經營中式餐飲連鎖業務。1983年，三商行外食事業部成立「三商速簡餐廳」，設立四家直營店。1984年，三商速簡餐廳改名「七七巧福」。1986年，七七巧福改名「三商巧福」；同年，三商行經營體制由董事長制改為總裁制，陳河東擔任三商行首任總裁。1987年，三商大樓（台北市建國北路二段145號）落成啟用，三商行搬遷至該大樓6樓。
1989年，三商行成立「中國飲食文化基金會」（Foundation of Chinese Dietary Culture）。2005年，中國飲食文化基金會改名為「中華飲食文化基金會」，英文名稱不變。

### 股票上市與上櫃
1988年，三商行成立「三商福寶股份有限公司」；同年三商行股票上市。

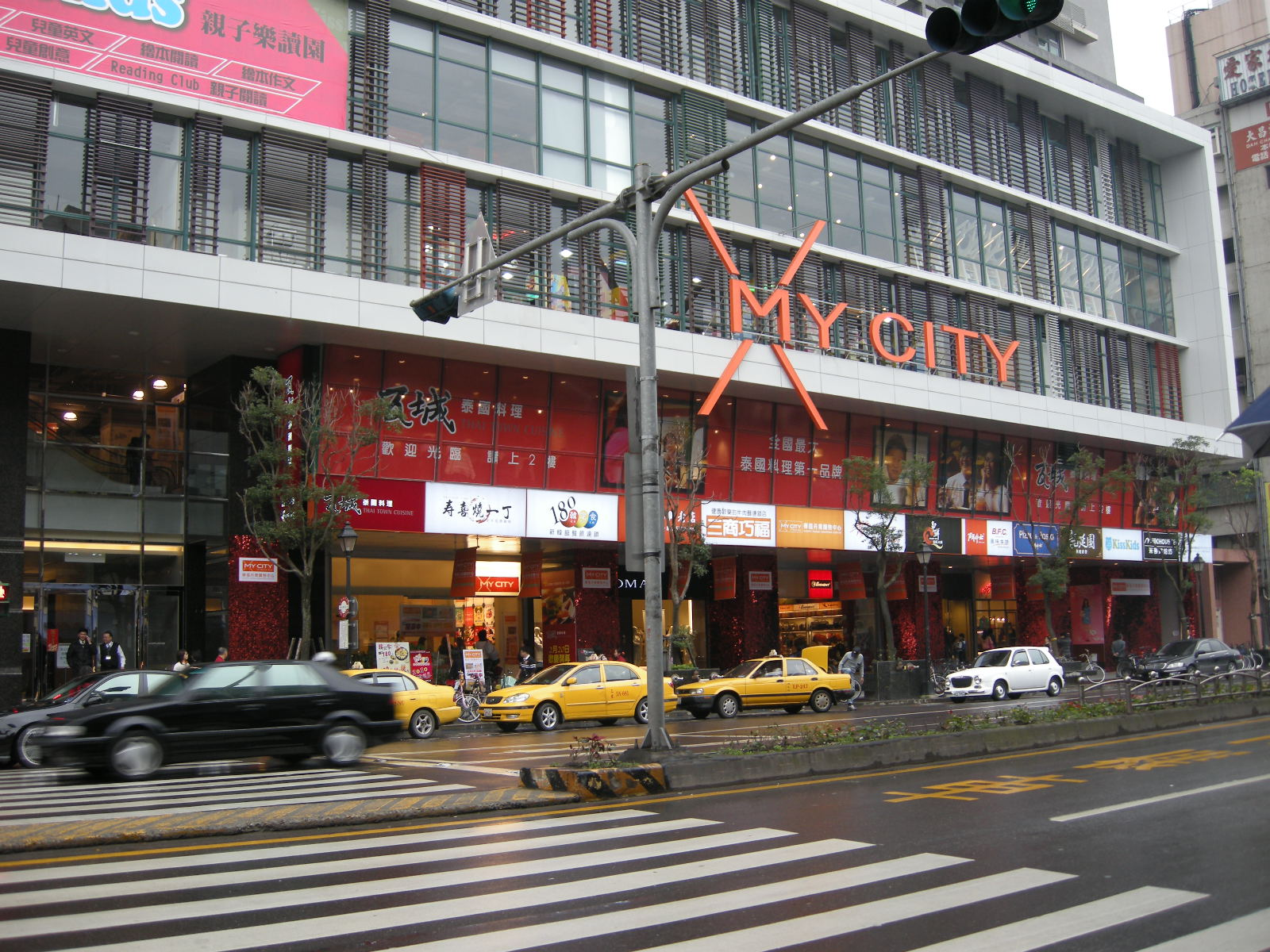
捷運七張站出口的三商巧福

1990年，三商行採行週休二日制，另成立「食品事業部」（Food Division）經營酒類商品之代理進口與銷售。1991年，三商行成立「全家福鞋業股份有限公司」經營「全家福鞋品量販店」（Family Shoes），並加入鄭豐喜文化教育基金會「單腳鞋銀行」。1992年5月，三商行成立「三商如水股份有限公司」經營多媒體事業，三商如水後來改名為「三商多媒體股份有限公司」（Mercuries General Media, Inc.）。1993年7月，三商行成立「三商人壽保險股份有限公司」。1996年，三商百貨與中國信託商業銀行發行認同卡，三商人壽與玉山銀行發行認同卡。1997年，三商行成立「拿坡里披薩」。1999年，三商電腦股票上櫃。2000年，三商電腦股票上市。

### 跨足金融與製藥
2001年4月，三商行取得「旭富化學股份有限公司」（瑞士旭富集團〔Siegfried Group；瑞士證券交易所股票代號：SFZN〕與台灣、美國自然人在1987年9月共同成立）80%股權；同年，三商行與英國MFI零售公司（MFI Retail Limited）結盟成立「三商美福家具股份有限公司」（Mercuries Furniture Co., Ltd.）；三商人壽與美國MassMutual金融集團（MassMutual Financial Group）策略聯盟，改名「三商美邦人壽保險股份有限公司」。2002年5月，旭富化學改名為「旭富製藥科技股份有限公司」（SCI Pharmtech, Inc.）；同年6月，三商行合併全家福鞋業；旭富製藥股票在興櫃掛牌。
2003年，三商電腦與神州數碼成立「南京神州數碼三商信息系統設備有限公司」正式量產自有品牌的自動櫃員機，並設立「南京三商電腦軟件開發有限公司」專營軟體代工；同年，三商行食品事業部取得日本朝日啤酒台灣代理權。

### 國際品牌代理
2004年，旭富製藥股票上市，三商美邦人壽併購復華投信。2005年，三商行成立「美悅兒事業部」，引進西班牙童裝品牌「美悅兒」（Mayoral）。2005年5月，三商行與日本和民（Watami Co., Ltd.）合資成立「三商和民股份有限公司」（Watami & Mercuries Co., Ltd.）經營「居食屋『和民』（台灣）」（Watami Taiwan）。2005年8月，三商行成立第二品牌百貨通路「ISSUE新意式時尚生活館」。

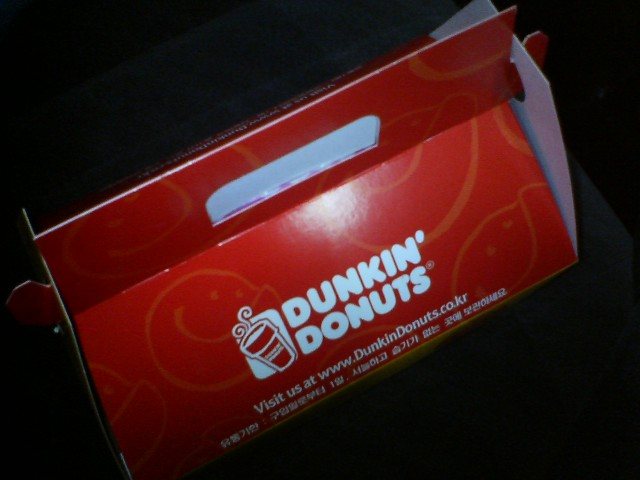
美國Dunkin' Donuts甜甜圈的原廠包裝

2006年，三商行取回三商美福經營所有權，三商美福英文商標「MFI」改為「MH」；同年，三商企業機構與安信信用卡合作發行「三商企業聯名卡」，三商行成立「En Route 名鞋館」引進世界知名品牌休閒運動鞋，外食事業部成立「福勝亭日式豬排連鎖專賣店」；同年，三商行成立「三商家購股份有限公司」統籌規劃「美廉社連鎖折扣店」。2007年，三商行成立「三商烘焙食品股份有限公司」，代理美國甜甜圈品牌「Dunkin' Donuts」。
2008年，三商烘焙取得Dunkin' Donuts中國大陸地區經營代理權，並於上海開設首家門市。2008年10月2日，朝日啤酒發佈消息，將與三商行成立合資公司「三商朝日股份有限公司」，註冊資本為新台幣2億4000萬元，由雙方各出資一半；除了酒類之外，也將販售朝日啤酒的其他飲料產品。2008年6月，和民收回「居食屋『和民』（台灣）」經營權，三商和民股份有限公司改名「台灣和民餐飲股份有限公司」（Watami (Taiwan) Co., Ltd.）。
2011年1月1日，三商家購併入三商行，成為「三商行股份有限公司家購事業部」；同日，三商行成立「三商家醫股份有限公司」。2013年6月1日，三商家醫解散。2014年5月1日，三商百貨轉型為「三商大美折扣超市」，一號店於新北市新店區開幕。
2015年1月13日，三商行轉型為控股公司，更名為「三商投資控股股份有限公司」。
2017年，三商美邦人壽聯名卡發卡權重新議約，從永豐銀行改由台新銀行發行。

## 旗下事業單位
三商投資控股股份有限公司自2015年1月1日起轉型為投資控股公司，並將投資以外的營業項目分割轉讓予百分之百持股之新設子公司（三商行股份有限公司）。

### 零售通路事業
- 三商家購股份有限公司（臺證所：2945[7]）（三商行股份有限公司家購事業部）
  - 美廉社
  - Go美廉
  - 美廉城超
  - 美廉便利架
  - 心樸市集
  - Yolé
- 三友藥妝股份有限公司
  - 特美事：日本藥妝通路品牌Tomod's台灣使用權（與住友商事合資運營），2020年定中文官方譯名[8]。
- 三商食品股份有限公司（酒、調味品）（三商行股份有限公司食品事業部）
- 三商福寶股份有限公司（菸酒）

### 金融服務事業
- 三商美邦人壽保險股份有限公司（臺證所：2867[7]）
- 三商美邦保險代理人股份有限公司
- 商宏投資股份有限公司
- 復華證券投資信託股份有限公司
- 宏遠證券投資股份有限公司

### 觀光旅館事業
- 三商休閒產業股份有限公司

### 民生餐飲事業
- 三商餐飲股份有限公司（三商行股份有限公司外食事業部）
  - 三商巧福
  - 拿坡里披薩·炸雞
  - 三商炸雞
  - 福勝亭
  - 鮮五丼
  - 品川蘭
  - BANCO
  - 日本巧福

### 科技生化事業
- 三商電腦股份有限公司（臺證所：2427[9]）
- 南京神州數碼三商信息系統設備有限公司
- 南京三商電腦軟開發有限公司
- 旭富製藥科技股份有限公司（臺證所：4119[10]）

### 社會公益事業
- 財團法人中華飲食文化基金會
- 財團法人臺灣名人賽高爾夫運動振興基金會

### 休閒育樂事業
- 三商多媒體股份有限公司：主要業務為代理NHK節目在台授權事宜，NHK World Premium和NHK新聞資訊台之台灣業務總代理[11]。

### 貿易買賣事業
- 商真股份有限公司

### 家具裝潢事業
- 三商美福室內裝修股份有限公司

### 鞋品連鎖事業
- 昂路 En Route
- 鞋全家福

### 流行百貨事業
- 美悅兒童裝（三商行股份有限公司美悅兒事業部）

## 已終止事業
- 三商百貨（三商行股份有限公司百貨事業部）
- 三商家醫股份有限公司（解散）
- 三商棒球隊股份有限公司(三商虎)

## 外部連結
- 三商投控（页面存档备份，存于）
- 三商食品（页面存档备份，存于）
- YouTube上的三商企業頻道